# Роман, Адальберто
Адальберто Роман Бенитес (исп. Adalberto Román Benítez род. 11 апреля 1987[…], Yhú, Каагуасу) — парагвайский футболист, игрок сборной Парагвая.

## Карьера
Адальберто начал профессиональную карьеру в составе футбольного клуба «Либертад». За 4 года в его составе он провел 83 матча, в которых щабил 8 мячей.

В 2010 году перешел в состав аргентинского ФК «Ривер Плейт», за который провел 34 матча и забил 3 мяча. В 2012 году отправился в аренду к ФК «Палмейрас» из Бразилии, в его составе провел 7 матчей, и забил 1 гол.

В 2013 году вернулся в «Либертад», где выступал еще на протяжении 5 лет. За это время провел 80 матчей.

С 2018 по 2020 года играл в футбольных клубах: «Серро Портеньо» и «Спортиво Сан-Лоренсо».

С 2009 по 2012 год вызвался в состав национальной сборной. За это время провел в ее составе 3 матча.